# Coppa Italia 1998-1999 (calcio a 5)
La Coppa Italia 1998-1999 è stata la 14ª edizione della manifestazione, l'unica a cui presero parte anche le società di Serie A2. La competizione ha preso avvio il 19 settembre 1998 e si è conclusa il 27 aprile.

## Prima fase
Alla prima fase, organizzata in otto triangolari, prendono parte solo le società di Serie A2 le quali si affrontano reciprocamente in una gara unica. Si qualificano alla fase successiva le prime due classificate di ogni triangolare. Gli incontri sono stati disputati il 19 e il 26 settembre e il 3 ottobre 1998.

### Triangolare 1
| Squadra        | P.ti | G | V | N | P | GF | GS | DR |
| -------------- | ---- | - | - | - | - | -- | -- | -- |
| Cotrade Torino | 6    | 2 | 2 | 0 | 0 | 9  | 4  | +5 |
| Cesana         | 3    | 2 | 1 | 0 | 1 | 5  | 7  | -2 |
| Aosta          | 0    | 2 | 0 | 0 | 2 | 5  | 8  | -3 |

| Squadra 1      | Risultato   | Squadra 2      |
| 1ª giornata    | 1ª giornata | 1ª giornata    |
| -------------- | ----------- | -------------- |
| Aosta          | 3 - 4       | Cotrade Torino |
| 2ª giornata    |             |                |
| Cotrade Torino | 5 - 1       | Cesana         |
| 3ª giornata    |             |                |
| Cesana         | 4 - 2       | Aosta          |

### Triangolare 3
| Squadra     | P.ti | G | V | N | P | GF | GS | DR |
| ----------- | ---- | - | - | - | - | -- | -- | -- |
| IGP Pisa    | 4    | 2 | 1 | 1 | 0 | 7  | 4  | +3 |
| Bologna     | 2    | 2 | 0 | 2 | 0 | 6  | 6  | 0  |
| San Miniato | 1    | 2 | 0 | 1 | 1 | 4  | 7  | -3 |

| Squadra 1   | Risultato   | Squadra 2   |
| 1ª giornata | 1ª giornata | 1ª giornata |
| ----------- | ----------- | ----------- |
| San Miniato | 3 - 3       | Bologna     |
| 2ª giornata |             |             |
| Bologna     | 3 - 3       | IGP Pisa    |
| 3ª giornata |             |             |
| IGP Pisa    | 4 - 1       | San Miniato |

### Triangolare 5
| Squadra   | P.ti | G | V | N | P | GF | GS | DR  |
| --------- | ---- | - | - | - | - | -- | -- | --- |
| Jesina    | 6    | 2 | 2 | 0 | 0 | 12 | 1  | +11 |
| CLT Terni | 3    | 2 | 1 | 0 | 1 | 3  | 4  | -1  |
| Ascoli    | 0    | 2 | 0 | 0 | 2 | 1  | 11 | -10 |

| Squadra 1   | Risultato   | Squadra 2   |
| 1ª giornata | 1ª giornata | 1ª giornata |
| ----------- | ----------- | ----------- |
| Ascoli      | 1 - 2       | CLT Terni   |
| 2ª giornata |             |             |
| CLT Terni   | 1 - 3       | Jesina      |
| 3ª giornata |             |             |
| Jesina      | 9 - 0       | Ascoli      |

### Triangolare 7
| Squadra     | P.ti | G | V | N | P | GF | GS | DR |
| ----------- | ---- | - | - | - | - | -- | -- | -- |
| Stabiamalfi | 3    | 2 | 1 | 0 | 1 | 10 | 5  | +5 |
| GC Taormina | 3    | 2 | 1 | 0 | 1 | 7  | 7  | 0  |
| Team Matera | 3    | 2 | 1 | 0 | 1 | 7  | 12 | -5 |

| Squadra 1   | Risultato   | Squadra 2   |
| 1ª giornata | 1ª giornata | 1ª giornata |
| ----------- | ----------- | ----------- |
| Stabiamalfi | 8 - 2       | Team Matera |
| 2ª giornata |             |             |
| GC Taormina | 3 - 2       | Stabiamalfi |
| 3ª giornata |             |             |
| Team Matera | 5 - 4       | GC Taormina |

### Triangolare 2
| Squadra             | P.ti | G | V | N | P | GF | GS | DR  |
| ------------------- | ---- | - | - | - | - | -- | -- | --- |
| VRF Verona          | 6    | 2 | 2 | 0 | 0 | 14 | 2  | +12 |
| Palmanova           | 3    | 2 | 1 | 0 | 1 | 7  | 8  | -1  |
| Caseificio Pugliese | 0    | 2 | 0 | 0 | 2 | 4  | 15 | -11 |

| Squadra 1           | Risultato   | Squadra 2           |
| 1ª giornata         | 1ª giornata | 1ª giornata         |
| ------------------- | ----------- | ------------------- |
| VRF Verona          | 5 - 1       | Palmanova           |
| 2ª giornata         |             |                     |
| Caseificio Pugliese | 1 - 9       | VRF Verona          |
| 3ª giornata         |             |                     |
| Palmanova           | 6 - 3       | Caseificio Pugliese |

### Triangolare 4
| Squadra        | P.ti | G | V | N | P | GF | GS | DR |
| -------------- | ---- | - | - | - | - | -- | -- | -- |
| Divino Amore   | 6    | 2 | 2 | 0 | 0 | 9  | 5  | +4 |
| Avezzano       | 3    | 2 | 1 | 0 | 1 | 11 | 7  | +4 |
| Lazio Calcetto | 0    | 2 | 0 | 0 | 2 | 5  | 13 | -8 |

| Squadra 1      | Risultato   | Squadra 2      |
| 1ª giornata    | 1ª giornata | 1ª giornata    |
| -------------- | ----------- | -------------- |
| Avezzano       | 9 - 2       | Lazio Calcetto |
| 2ª giornata    |             |                |
| Divino Amore   | 5 - 2       | Avezzano       |
| 3ª giornata    |             |                |
| Lazio Calcetto | 3 - 4       | Divino Amore   |

### Triangolare 6
| Squadra  | P.ti | G | V | N | P | GF | GS | DR |
| -------- | ---- | - | - | - | - | -- | -- | -- |
| Afragola | 3    | 2 | 1 | 0 | 1 | 8  | 7  | +1 |
| Vesuvio  | 3    | 2 | 1 | 0 | 1 | 9  | 9  | 0  |
| Bellona  | 3    | 2 | 1 | 0 | 1 | 9  | 10 | -1 |

| Squadra 1   | Risultato   | Squadra 2   |
| 1ª giornata | 1ª giornata | 1ª giornata |
| ----------- | ----------- | ----------- |
| Vesuvio     | 7 - 4       | Bellona     |
| 2ª giornata |             |             |
| Afragola    | 5 - 2       | Vesuvio     |
| 3ª giornata |             |             |
| Bellona     | 5 - 3       | Afragola    |

### Triangolare 8
| Squadra          | P.ti | G | V | N | P | GF | GS | DR  |
| ---------------- | ---- | - | - | - | - | -- | -- | --- |
| Atletico Palermo | 6    | 2 | 2 | 0 | 0 | 16 | 6  | +10 |
| Città di Palermo | 3    | 2 | 1 | 0 | 1 | 16 | 12 | +4  |
| Pro Ficuzza      | 0    | 2 | 0 | 0 | 2 | 8  | 22 | -14 |

| Squadra 1        | Risultato   | Squadra 2        |
| 1ª giornata      | 1ª giornata | 1ª giornata      |
| ---------------- | ----------- | ---------------- |
| Atletico Palermo | 6 - 4       | Città di Palermo |
| 2ª giornata      |             |                  |
| Pro Ficuzza      | 2 - 10      | Atletico Palermo |
| 3ª giornata      |             |                  |
| Città di Palermo | 12 - 6      | Pro Ficuzza      |

## Sedicesimi di finale
Le gare di andata dei sedicesimi di finale si sono disputate il 17 novembre, quelle di ritorno tra il 15 e il 22 dicembre a campi invertiti.
| Squadra 1             | Totale | Squadra 2        | Andata | Ritorno |
| --------------------- | ------ | ---------------- | ------ | ------- |
| Torino                | 19 - 8 | Cesana           | 11 - 2 | 8 - 6   |
| Milano                | 5 - 3  | Cotrade Torino   | 4 - 3  | 1 - 0   |
| Petrarca              | 8 - 9  | Palmanova        | 1 - 7  | 7 - 2   |
| Prato                 | 12 - 6 | VRF Verona       | 5 - 2  | 7 - 4   |
| Firenze               | 5 - 6  | IGP Pisa         | 4 - 3  | 1 - 3   |
| BNL Roma              | 20 - 6 | Bologna          | 11 - 1 | 9 - 5   |
| Genzano               | 10 - 5 | Avezzano         | 6 - 2  | 4 - 3   |
| Roma RCB              | 8 - 5  | Divino Amore     | 3 - 1  | 5 - 4   |
| Polisportiva Angolana | 12 - 6 | Jesina           | 8 - 3  | 4 - 3   |
| CUS Chieti            | 5 - 9  | CLT Terni        | 5 - 6  | 0 - 3   |
| Lazio                 | 10 - 6 | Vesuvio          | 3 - 1  | 7 - 5   |
| Pomezia               | 7 - 3  | Afragola         | 4 - 1  | 3 - 2   |
| Cagliari              | 9 - 14 | Stabiamalfi      | 6 - 6  | 3 - 8   |
| Augusta               | 12 - 5 | GC Taormina      | 8 - 0  | 4 - 5   |
| Reggio                | 9 - 6  | Atletico Palermo | 6 - 1  | 3 - 5   |
| Città di Palermo      | 10 - 5 | Pianeta Verde    | 7 - 3  | 3 - 2   |

## Ottavi di finale
Le gare di andata degli ottavi di finale si sono disputate tra lunedì 11 (anticipo Prato - Palmanova) e martedì 12 gennaio. Il ritorno si è giocato il 26 gennaio a campi invertiti.
| Squadra 1             | Totale | Squadra 2        | Andata | Ritorno |
| --------------------- | ------ | ---------------- | ------ | ------- |
| Milano                | 6 - 9  | Torino           | 3 - 4  | 3 - 5   |
| Prato                 | 12 - 6 | Palmanova        | 6 - 3  | 6 - 3   |
| BNL Roma              | 15 - 6 | IGP Pisa         | 8 - 2  | 7 - 4   |
| Genzano               | 7 - 6  | Roma RCB         | 4 - 0  | 3 - 6   |
| Polisportiva Angolana | 6 - 5  | CLT Terni        | 3 - 1  | 3 - 4   |
| Lazio                 | 8 - 4  | Pomezia          | 4 - 2  | 4 - 2   |
| Augusta               | 12 - 8 | Stabiamalfi      | 9 - 7  | 3 - 1   |
| Reggio                | 3 - 4  | Città di Palermo | 2 - 1  | 1 - 3   |

## Quarti di finale
Le gare di andata dei quarti di finale si sono disputate martedì 9 marzo, quelle di ritorno il 23 marzo a campi invertiti.
| Squadra 1             | Totale | Squadra 2        | Andata | Ritorno          |
| --------------------- | ------ | ---------------- | ------ | ---------------- |
| Prato                 | 10 - 7 | Torino           | 5 - 5  | 5 - 2            |
| Genzano               | 7 - 7  | BNL Roma         | 2 - 0  | 5 - 7 (9-12 dtr) |
| Polisportiva Angolana | 6 - 7  | Lazio            | 3 - 1  | 3 - 6            |
| Augusta               | 8 - 10 | Città di Palermo | 4 - 3  | 4 - 7            |

## Fase finale
La fase finale (final four) si è disputata tra il 26 e il 27 aprile 1999 presso il PalaTiziano di Roma.

### Tabellone
|  | Semifinali       | Semifinali       | Semifinali |       |       | Finale | Finale | Finale |  |
|  |                  |                  |            |       |       |        |        |        |  |
|  | Città di Palermo | Città di Palermo | 2          |       |       |        |        |        |  |
|  | Città di Palermo | Città di Palermo | 2          |       |       |        |        |        |  |
|  | Prato            | Prato            | 5          |       |       |        |        |        |  |
|  | Prato            | Prato            | 5          |       | Prato | Prato  | 4      |        |  |
|  |                  |                  |            |       | Prato | Prato  | 4      |        |  |
|  |                  |                  | Lazio      | Lazio | 8     |        |        |        |  |
|  | BNL Roma         | BNL Roma         | Lazio      | Lazio | 8     | 2 (5)  |        |        |  |
|  | BNL Roma         | BNL Roma         |            |       |       |        |        |        |  |
|  | Lazio (dtr)      | Lazio (dtr)      | 2 (6)      |       |       |        |        |        |  |

### Risultati

#### Semifinali
| Roma 26 aprile 1999, ore 19:15 CEST | Città di Palermo | 2 – 5 | Prato | PalaTiziano |

| Roma 26 aprile 1999, ore 21:00 CEST | Lazio                | 2 – 2 (d.t.s.) (?-?, 2-2, 2-2) | BNL Roma | PalaTiziano |
| Tiri di rigore 3 – 4                |                      |                                |          |             |
|                                     |                      |                                |          |             |
|                                     | Tiri di rigore 3 – 4 |                                |          |             |

#### Finale
| Roma 27 aprile 1999, ore 20:30 CEST | Prato | 4 – 8 | Lazio | PalaTiziano |

### Classifica marcatori
| Gol |  |  | Giocatore           | Squadra  |
| --- |  |  | ------------------- | -------- |
| 5   |  |  | Andrea Bearzi       | Prato    |
| 3   |  |  | Paolo Minicucci     | Lazio    |
| 2   |  |  | Francesco Ceccaroni | Lazio    |
| 2   |  |  | Fabrizio Rondoni    | BNL Roma |